# Влияние психоактивных веществ на животных

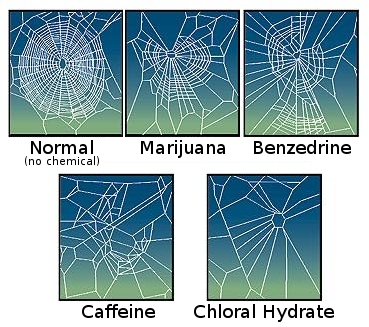
Наркотики, вводимые пауку, влияют на его способность плести паутину. Сети, созданные под действием малых доз ЛСД (на этом изображении не показаны), проявляют повышенную закономерность.

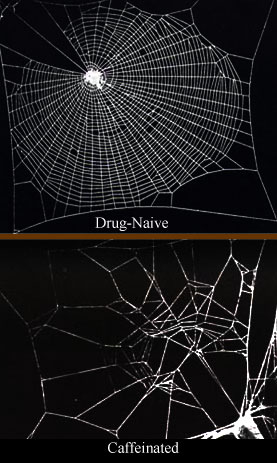
Кофеин оказывает значительное влияние на пауков, что отражается на построении их паутины.

Психоактивные вещества, такие как кофеин, амфетамин, мескалин, LSD, марихуана, хлоральгидрат, теофиллин, IBMX и другие, оказывают сильное влияние на некоторых животных. Неоднократно исследовалось влияние самых различных психоактивных веществ на крысах, кошках, мышах. Крысы и мыши являются стандартными моделями для тестирования психоактивной составляющей различных препаратов. На них тестируется нейролептическая, антидепресантная, транквилизирующая активность, и так далее.
В малых концентрациях психоактивные вещества уменьшают интенсивность питания у насекомых и моллюсков, а в больших дозах убивают их. Считается, что некоторые растения вырабатывают кофеин в листьях в качестве естественной защиты от насекомых.

## Беспозвоночные

### Пауки
В 1948 году швейцарский фармаколог Петер Н. Витт начал свои исследования воздействия наркотических веществ на пауков. Первоначальной мотивацией для исследования была просьба его коллеги, зоолога Х. М. Питерса, перенести время, когда садовые пауки строят свои сети между 2 и 5 часами утра, что, по-видимому, раздражало Питерса, на более ранние часы. Витт протестировал пауков с целым рядом психоактивных веществ, включая амфетамин, мескалин, стрихнин, ЛСД и кофеин, и обнаружил, что наркотики влияют на размер и форму паутины, а не на время её создания. При малых дозах кофеина (10 мкг/паук) паутина была меньше; радиусы были неравномерными, но закономерность кругов не изменялась. При более высоких дозах (100 мкг/паук) форма менялась сильнее, а рисунок паутины становился неправильным. Все протестированные наркотики снижали закономерность паутины, за исключением небольших доз (0,1-0,3 мкг) ЛСД, которые увеличивали закономерность паутины.
Психоактивные вещества вводили, растворяя их в сахарной воде, и капля раствора касалась рта паука. В некоторых более поздних исследованиях пауков кормили мухами, накачанными наркотиками. Для качественных исследований с помощью тонкого шприца вводили строго определённый объём раствора. Паутина была сфотографирована для одного и того же паука до и после введения наркотиков.
Исследования Витта были прекращены, но они возобновились в 1984 году после публикации статьи Дж. А. Натансона в журнале Science, который обсуждается ниже. В 1995 году исследовательская группа НАСА повторила эксперименты Витта по влиянию кофеина, амфетамина, марихуаны и хлоральгидрата на садовых пауках. Результаты НАСА были качественно аналогичны результатам Витта, но новизна заключалась в том, что структура паутины была количественно проанализирована с помощью современных статистических инструментов и предложена в качестве чувствительного метода обнаружения наркотиков.

#### Другие членистоногие и моллюски
В 1984 году Натансон сообщил о действии метилксантинов на личинок табачного бражника. Он вводил личинкам растворы мелко измельчённых чайных листьев или кофейных зёрен и наблюдал торможение питания, связанное с гиперактивностью и тремором при концентрациях от 0,3 до 10 % для кофе и от 0,1 до 3 % для чая. При более высоких концентрациях личинки погибали в течение 24 часов. Он повторил эксперименты с очищенным кофеином и пришёл к выводу, что за эффект отвечает препарат, а различия в концентрации между кофейными зёрнами и чайными листьями возникают из-за более высокого содержания кофеина в последних в 2-3 раза. Аналогичное действие наблюдалось для IBMX на личинках комаров, личинках мучного червя, личинках бабочек и нимфах клопов, то есть подавление питания и гибель при более высоких дозах. На мучных жуков IBMX не влиял до концентрации 3 %, но длительные эксперименты выявили подавление репродуктивной активности.
Кроме того, Натансон кормил личинок табачного бражника листьями, опрысканными такими психоактивными препаратами, как кофеин, формамидиновый пестицид DDCDM, IBMX или теофиллин. Он наблюдал аналогичный эффект, а именно подавление питания с последующей смертью. Натансон пришел к выводу, что кофеин и родственные ему метилксантины могут быть природными пестицидами, вырабатываемыми растениями для защиты от червей: кофеин содержится во многих видах растений, с высоким содержанием в саженцах, у которых всё ещё развивается листва, но отсутствует механическая защита; кофеин парализует и убивает некоторых насекомых, питающихся растением. Высокий уровень кофеина также был обнаружен в почве, окружающей саженцы кофейных зерен. Поэтому понятно, что кофеин имеет естественную функцию как природного пестицида, так и ингибитора прорастания семян других близлежащих саженцев кофе, что даёт ему больше шансов на выживание.
Кофейные жуки по-видимому, не подвержены воздействию кофеина, поскольку их скорость питания не изменилась, когда им давали листья, опрысканные раствором кофеина. Был сделан вывод, что эти жуки приспособились к кофеину. Это исследование получило дальнейшее развитие путем замены растворителя для кофеина. Хотя водные растворы кофеина действительно не оказывали никакого влияния на жуков, олеатные эмульсии кофеина подавляли их питание, что позволяет предположить, что даже если некоторые насекомые приспособились к некоторым формам кофеина, их можно обмануть, изменив незначительные детали, такие как растворитель препарата.
Эти результаты и выводы были подтверждены аналогичным исследованием на слизнях и улитках. Листья капусты опрыскивали растворами кофеина и скармливали слизням Veronicella cubensis и улиткам Zonitoides arboreus. Потребление капусты со временем сократилось, после чего последовала гибель моллюсков. Подавление питания кофеином также наблюдалось у гусениц.

## Млекопитающие

### Дельфины
Дельфинам-афалинам вводили ЛСД в 1960-х годах в рамках финансируемых НАСА экспериментов Джона Лилли по изучению общения человека и животных. Препарат заставил животных стать более красноречивыми, но не способствовал полноценному общению.

### Кошки

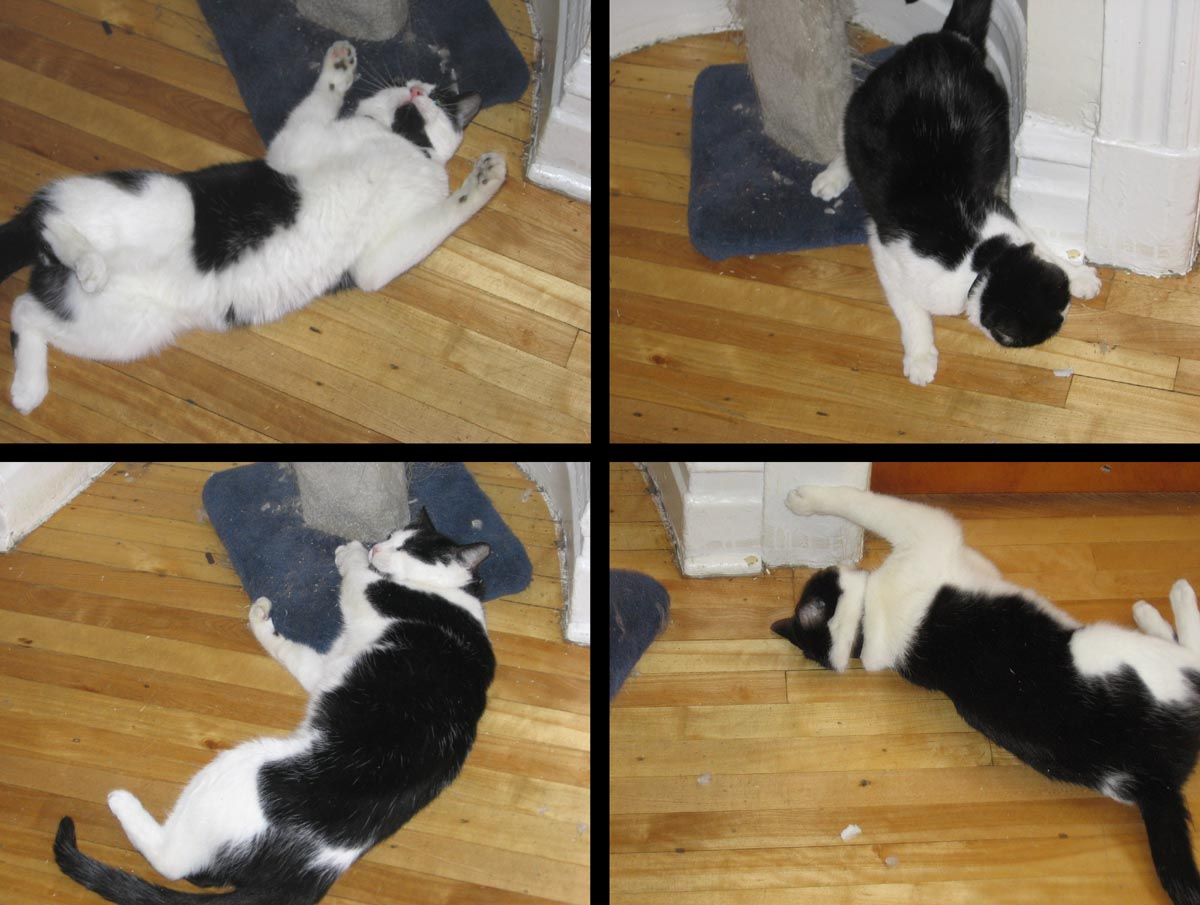
Кошка под действием котовника кошачьего.

Приблизительно 70 % домашних кошек чувствительны к запаху котовника кошачьего, также известного как кошачья мята. Влияние на диких представителей семейства кошачьих, включая тигров, в процентном соотношении неизвестна, но известно, что они тоже чувствительны к этому растению.
Первая реакция кошек — нюхание растения. Затем они лижут либо жуют листья. После чего животное приходит в сильное возбуждение. Реакция на растение проявляется следующим образом: животное впадает в неистовство, начинает мотать головой, передёргивает судорожно телом, громко мурлыкает, трётся всем телом о растение, катается по земле. Длительность этого наркотического возбуждения — около 10 минут, после чего кошка возвращается в обычное состояние:96—97. Причём реакция наступает даже при малых концентрациях содержащегося в котовнике кошачьем эфирного масла — непеталактона:96.
Котовник кошачий токсичен, что отпугивает насекомых от растения, но концентрация яда слишком мала, чтобы отравить кошек.
Наукой описан аутосомный ген, который контролирует проявление реакции представителей кошачьих на данное растение.

### Макаки
У макак, получавших нейролептики галоперидол и оланзапин в течение 17-27 месяцев, наблюдалось уменьшение объема мозга. Эти результаты не наблюдались у людей, которые также принимают препарат, из-за отсутствия доступных данных.

### Слоны
«Таско» — так звали самца индийского слона в зоопарке Оклахома-Сити. 3 августа 1962 года исследователи из Университета Оклахомы ввели ему (использование человеком предполагает пероральный прием) 297 мг ЛСД, что почти в три тысячи раз превышает рекреационную дозу для человека. Через пять минут он рухнул на землю, а через час и сорок минут — скончался. Считается, что причиной его смерти стал ЛСД, хотя некоторые предполагают, что наркотики, которые исследователи использовали в попытке оживить его, возможно, способствовали его смерти.
В 1984 году психолог Рональд К. Сигел повторил эксперимент с двумя слонами, используя только ЛСД. Оба выжили.

## Рыбы

### Зебраданио
Зебраданио долгое время служили для людей моделью для тестирования воздействия различных психоактивных веществ. Одно исследование, проведённое Исследовательским обществом алкоголизма, пришло к выводу, что при приёме умеренной дозы этанола рыбки данио становились более активными и плавали быстрее. Когда доза алкоголя увеличивалась, рыбки данио становились вялыми. Другое исследование, проведенное тем же институтом, показало, что когда «пьяный» (Концентрация алкоголя в крови более 1) данио попадает в группу трезвых, они будут следовать за пьяным как за своим лидером.
В ходе исследования влияния ТГК на память у рыбок данио исследователи обнаружили, что вещество ухудшает пространственную, но не влияет на ассоциативную память. Рыбки данио смогли запомнить цветовые паттерны, связанные с их кормлением после воздействия ТГК, но не смогли вспомнить пространственный паттерн, связанный с их кормлением после воздействия ТГК.
Рыбок данио также использовали для проверки лечебных свойств некоторых психоактивных препаратов, в частности того, как их можно использовать для лечения проблем с психическим здоровьем. Исследование антидепрессивных свойств кетамина с использованием рыбок данио в качестве испытуемых показало, что при воздействии небольшого количества кетамина (2 мг) рыбки данио проявляли более агрессивное поведение. Однако когда на рыбок данио воздействовали более высокими дозами кетамина (20 мг и 40 мг), их агрессивное поведение уменьшалось. Более того, самая высокая доза кетамина усиливала локомоцию и вращательное поведение. В другом исследовании, посвящённом изучению поведенческих эффектов ЛСД на рыбок данио, было обнаружено, что рыбки данио, подвергшиеся воздействию этого вещества, демонстрировали увеличение расстояния между рыбами в косяке и повышенный уровень кортизола. Они могут показать возможные побочные эффекты ЛСД, если его использовать в качестве терапевтического препарата.

### Нильская тилапия
В исследовании, проведенном Институтом аквакультуры, изучалось влияние масла каннабиса на метаболизм и иммунную систему нильской тиляпии (Oreochromis niloticus). Они обнаружили, что каннабис не оказывает заметного влияния на количество лейкоцитов или концентрацию белка в плазме и, следовательно, не влияет на иммунную систему нильской тиляпии. Однако тиляпия, которую кормили пищевыми гранулами с добавлением ТГК, продемонстрировала более высокую скорость конверсии пищи. Этот более высокий коэффициент конверсии пищи наводит исследователей на мысль, что ТГК увеличивает скорость метаболизма нильской тиляпии.